# Mačina
Mačina (izvirno srbsko Мачина) je naselje v Srbiji, ki upravno spada pod Občino Prokuplje; slednja pa je del Topliškega upravnega okraja.

## Demografija
V naselju živi 62 polnoletnih prebivalcev, pri čemer je njihova povprečna starost 57,0 let (53,3 pri moških in 61,5 pri ženskah). Naselje ima 32 gospodinjstev, pri čemer je povprečno število članov na gospodinjstvo 2,09.
To naselje je, glede na rezultate popisa iz leta 2002, večinoma srbsko.
|  |

| Demografija | Demografija     | Demografija     |
| Leto        | Št. prebivalcev | Št. prebivalcev |
| ----------- | --------------- | --------------- |
|             |                 |                 |
|             |                 |                 |
|             |                 |                 |
|             |                 |                 |
| 1948        | 255             |                 |
| 1953        | 284             |                 |
| 1961        | 259             |                 |
| 1971        | 186             |                 |
| 1981        | 149             |                 |
| 1991        | 103             | 103             |
| 2002        | 68              | 67              |
|             |                 |                 |

| Etnična sestava po popisu iz leta 2002 | Etnična sestava po popisu iz leta 2002 | Etnična sestava po popisu iz leta 2002 | Etnična sestava po popisu iz leta 2002 | Etnična sestava po popisu iz leta 2002 |
| -------------------------------------- | -------------------------------------- | -------------------------------------- | -------------------------------------- | -------------------------------------- |
| Srbi                                   | Srbi                                   |                                        | 61                                     | 91,04%                                 |
| Romi                                   | Romi                                   |                                        | 6                                      | 8,95%                                  |
| Neznano                                | Neznano                                |                                        | 0                                      | 0,0%                                   |